# Rex Cawley
Warren Jay (Rex) Cawley (Farmington (Michigan), 6 juli 1940 – Orange (Californië), 21 januari 2022) was een Amerikaans atleet, die gespecialiseerd was in de 400 m horden. Hij werd olympisch kampioen en wereldrecordhouder op dit onderdeel.
In 1960 kon hij zich op de Amerikaanse Olympische Trials met een tijd van 50,7 niet kwalificeren voor de Olympische Spelen van Rome. In 1963 won hij bij de Amerikaanse kampioenschappen en de Universiteitskampioenschappen het onderdeel 440 yard horden. Hij studeerde aan de University of Southern California.
Vier jaar later verpulverde hij op de Amerikaanse olympische selectiewedstrijden met 49,1 het wereldrecord dat toentertijd met 49,2 in handen was van de Italiaan Salvatore Morale. Achter hem kwalificeerden ook zijn landgenoten William Hardin (49,8) en James Luck (50,4) zich voor de Spelen. Op de Olympische Spelen van 1964 in Tokio werd William Hardin, zoon van de Glenn Hardin, in de halve finale uitgeschakeld. James Luck finishte als eerste in de finale en versloeg hiermee de Britten John Cooper en Salvatore Morale, die beiden in 50,1 over de finish kwamen.
In 1965 beëindigde hij wegens blessures zijn sportcarrière. Hij overleed in 2022.

## Titels
- Olympisch kampioen 400 m horden - 1964
- Amerikaans kampioen 440 yard horden - 1963, 1965
- NCAA kampioen 440 yard horden - 1963

## Persoonlijke records
| onderdeel    | tijd | jaar |
| ------------ | ---- | ---- |
| 440 yd       | 46,0 | 1963 |
| 110 m horden | 13,9 | 1959 |
| 400 m horden | 49,1 | 1964 |

## Palmares

### 400 m horden
- 1964:  OS - 49,6

1900: John Tewksbury ·
1904: Harry Hillman ·
1908: Charles Bacon ·
1920: Frank Loomis ·
1924: Morgan Taylor ·
1928: David Burghley ·
1932: Bob Tisdall ·
1936: Glenn Hardin ·
1948: Roy Cochran ·
1952: Charles Moore ·
1956: Glenn Davis ·
1960: Glenn Davis ·
1964: Rex Cawley ·
1968: David Hemery ·
1972: John Akii-Bua ·
1976: Edwin Moses ·
1980: Volker Beck ·
1984: Edwin Moses ·
1988: André Phillips ·
1992: Kevin Young ·
1996: Derrick Adkins ·
2000: Angelo Taylor ·
2004: Félix Sánchez ·
2008: Angelo Taylor ·
2012: Félix Sánchez ·
2016: Kerron Clement ·
2020: Karsten Warholm ·
2024: Rai Benjamin